# Velyka Novosilka
Velyka Novosilka (ukrajinsky Велика Новосілка; rusky Великая Новосёлка – Velikaja Novosjolka) je sídlo městského typu v Doněcké oblasti na Ukrajině. Leží jižně od místa, kde se říčka Kašlahač zprava vlévá do řeky Mokryje Jaly (přítok Vovči), ve vzdálenosti devadesáti kilometrů na západ od Doněcka, správního střediska celé oblasti. V roce 2013 žilo ve Velyké Novosilce bezmála sedm tisíc obyvatel.

## Dějiny
Sídlo založili v roce 1779 řečtí osadníci, kteří přišli z Krymu. Současné jméno má až od roku 1946, předtím se jmenovalo Velykyj Janisol (Великий Янісоль).
Za druhé světové války bylo město obsazeno od 10. října 1941 německou armádou a ve dnech 12.–13. září 1943 jej dobyla zpět Rudá armáda.
Od roku 1965 je Velyka Novosilka sídlem městského typu.

### Rodáci
- Taras Mykolajovyč Stepanenko (*1989) – ukrajinský fotbalista